# 赵宝珍
赵宝珍（1943年—），中华人民共和国政治人物、外交官。
1994年，接替祝成才，担任中华人民共和国驻马达加斯加大使。1998年，由马志学接任。1999年，接替刘立德，担任中华人民共和国驻科特迪瓦大使。2003年，由马志学接任。